# Allium altoatlanticum
Allium altoatlanticum — вид трав'янистих рослин родини амарилісові (Amaryllidaceae), ендемік Марокко.

## Опис
Цибулина яйцеподібна, діаметром ≈ 2 см; зовнішні оболонки мембранні, попелясті; цибулинки досить великі, до 2 см завдовжки, жовтуватого кольору, розвиваються під цибулинною оболонкою. Стебло 100–120 см заввишки. Листків 5–6, коротші за суцвіття, лінійні, кілюваті, до 1 см завширшки, піхви голі. Зонтик кулястий, діаметром до 4.5 см. Оцвітина широко дзвінчаста. Листочки оцвітини здебільшого зеленуваті, але темно-пурпурні біля основи та вздовж середини й білуваті уздовж краю, довжиною 3–3.5 мм, зовнішні — ланцетні, гострі до тупих, внутрішні сегменти вузько довгасті, тупі до урізаних. Пиляки жовті. Коробочка яйцювато-куляста, завдовжки ≈ 4 мм. Насіння чорне, до 3.5 мм завдовжки.

## Поширення
Ендемік Марокко.